# Monoterpeny
Monoterpeny – grupa organicznych związków chemicznych, podgrupa terpenów, posiadające silne własności zapachowe.
Związki te są w temperaturze pokojowej cieczami lub ciałami stałymi o intensywnym zapachu. Dobrze rozpuszczalne w rozpuszczalnikach organicznych i tłuszczach. Są nierozpuszczalne w wodzie.
Są bardzo rozpowszechnione w świecie roślinnym, wyodrębnia się je z olejków eterycznych, żywic, soków.
Stosowane są głównie jako rozpuszczalniki i substancje zapachowe. Właściwości monoterpenów są zbliżone do właściwości olejków eterycznych, z których są izolowane.
Monoterpeny dzieli się w zależności od charakteru chemicznego (grup funkcyjnych) i budowy:
w zależności od posiadanych grup funkcyjnych:
- węglowodory (mircen)
- alkohole (nerol)
- aldehydy (cytral)
- ketony (karwon)
- kwasy (kwas geraniowy)

w zależności od budowy:
- acykliczne (mircen)
- jednopierścieniowe (limonen)
- bicykliczne (pinen)
  - grupa tujanu
  - grupa karanu
  - grupa pinanu
  - grupa bornanu(kamfanu)
  - grupa izokamfanu
  - grupa fenchanu
  - grupa izobornylanu
- trójcykliczne (tricyklen)

Biosynteza monoterpenów opiera się na eliminacji grupy pirofosforanowej ze związków takich jak pirofosforan izopentenylowy, oraz pirofosforan dimetyloallilowy.